# Ehrenring der Stadt Bochum
Mit dem Ehrenring der Stadt Bochum zeichnet die kreisfreie Stadt Bochum seit 1966 Menschen aus, die sich um das Wohl und Ansehen der Stadt in besonderer Weise verdient gemacht haben. Die Auszeichnung wird durch den Rat der Stadt Bochum verliehen.
Die Stiftung des Ehrenringes wurde bei der Sitzung des Rates am 17. März 1966 beschlossen. Der Entwurf für den Ehrenring stammt von dem Maler und Grafiker Erich Palmowski.
Der Ehrenring ist die zweithöchste Auszeichnung der Stadt Bochum. Die höhere Auszeichnung der Ehrenbürgerschaft wurde sei 1976 nicht mehr vergeben. Neben dem Ehrenring wurde 1982 die Ehrenplakette gestiftet, um eine weitere Möglichkeit zur Anerkennung von Verdiensten um das Wohl oder das Ansehen der Stadt zu erhalten.

## Form
Der Ehrenring ist aus 585 Weißgold gearbeitet und hat ein Gewicht von netto 10 Gramm. Er trägt auf der Oberseite eine Weißgoldplatte, auf der das Bochumer Wappen aufgetragen ist. Die Fassung enthält die Aufschrift Ehrenring. Innen werden der Name des Empfängers und das Jahr der Verleihung eingraviert.

## Urkunde und Zeremonie
Über die Verleihung des Ehrenringes wird eine Urkunde ausgestellt, die vom Oberbürgermeister oder der Oberbürgermeisterin zu unterzeichnen ist. In der Urkunde sind die Verdienste des / der Auszuzeichnenden aufzuführen, die für die Verleihung des Ehrenringes ausschlaggebend waren.

## Satzung
Der Rat der Stadt Bochum hat am 29. Oktober 2020 (aufgrund der §§ 7 und 41 der Gemeindeordnung für das Land Nordrhein-Westfalen in der Fassung der Bekanntmachung vom 14. Juli 1994 (GV NW S 666/SGV NW 2023)) die derzeit aktuelle Satzung beschlossen. Das Recht zum Tragen des Ehrenringes steht nur dem/der Beliehenen zu und erlischt mit dessen/deren Tod. Der Ehrenring verbleibt beim Ableben des/der Ausgezeichneten den Erben als Andenken. Die Auszeichnung darf von dem/der Beliehenen bzw. den Erben weder verschenkt noch veräußert werden. Bei unwürdigem Verhalten kann dieser Ring wieder entzogen werden.

## Träger des Ehrenringes (Auswahl)
- Verleihung am 30. Oktober 1966:
  - Else Baltz, Unternehmerin
  - Josef Calderoni, Bürgermeister (CDU)
  - Dr. Leo Diekamp, Politiker
  - Hubert Diermann
  - Ludwig Dreyer, Politiker
  - Fritz Eickholt, Politiker
  - Josef Frömgen, Schiedsmann
  - Willi Geldmacher (1907–1987), Alt-Oberbürgermeister
  - Frau Goerdt
  - Fritz Heinemann (1903–1975), Oberbürgermeister
  - Pastor Albert Ickler, Innere Mission
  - Monsignore Johannes Kessels, Vorsitzender des Caritasverbandes von 1946 bis 1956
  - Georg Musolf
  - Frieda Nickel (1889–1970), SPD Politikerin, Mitbegründerin der AWO Bochum
  - Gerhard Petschelt (1911–1979), Oberstadtdirektor
  - Fritz Pott
  - Josef Schirpenbach (1906–1970), Politiker (CDU), Ratsmitglied, Bürgermeister
  - Ernst Schlotz

- Verleihung am 30. Oktober 1971:
  - Wolfgang Brüggemann (1926–2014), Politiker (CDU), Ratsmitglied, Bürgermeister
  - Karl Liedtke (1925–2008), Politiker (SPD), Ratsmitglied
  - Hans Schalla (1904–1983), Intendant des Bochumer Schauspielhauses
  - Fritz Wortelmann (1902–1976), Dramaturg und Förderer des Puppentheaters, Gründer der Fidena

- Verleihung am 30. Oktober 1973:
  - Paul Wagner (1900–1983), ehemaliger Bürgermeister der Patenstadt Neidenburg, Vertriebenenfunktionär

- Verleihung am 30. Oktober 1974:
  - Eberhard Wilde (1924–2004), Politiker (FDP), Ratsmitglied

- Verleihung am 30. Oktober 1979:
  - Heinz Eikelbeck (1926–2011), Oberbürgermeister, Ratsmitglied
  - Peter Meyer-Dohm (* 1930), Rektor der Ruhr-Universität Bochum

- Verleihung am 30. Oktober 1985:
  - Josef Ernesti, Caritas
  - Karl Esser (1924–2019), Botaniker, Professor der Ruhr-Universität Bochum, Gründer des Botanischen Garten
  - Franz Haftka, Bochumer Kleingärtner
  - Knut Ipsen (1935–2022), u. a. Rektor der Ruhr-Universität
  - Heinz Kaminski (1921–2002), Weltraumforscher, Gründer der Sternwarte Bochum
  - Ernst Knühl-Fiege, Brauerei Fiege
  - Werner Kowalewski, Politiker
  - Paul Lafontain, Arbeitsgemeinschaft Behinderter
  - Bernhard Lammers, Politiker
  - Klaus Steilmann (1929–2009), Textilunternehmer, Sportförderer
  - Sylvester Schmidt (1921–1989), Schauspieler
  - Friedrich Bernhard Wirtz (1921–1994), Politiker (SPD), Gewerkschafter
  - Sofia Witting, Politikerin
  - Alfred Wolf, WAZ Redaktionsleiter

- Verleihung am 30. Oktober 1989:
  - Antonio Masip Hidalgo (* 1946), Politiker, Bürgermeister der Partnerstadt Oviedo, erste Ausländer mit Ehrenring
  - Eduard Perings (1930–2006), Mediziner, Rektor der Ruhr-Universität
  - Dieter Rogalla (1927–2013), Politiker (SPD), Mitglied des Europäischen Parlament, Europaaktivist
  - Franz Schulenberg, Präsident IHK Bochum

- Verleihung am 30. November 1989:
  - Tana Schanzara (1925–2008), Schauspielerin am Schauspielhaus Bochum

- Verleihung am 3. Oktober 1994:
  - Ottokar Wüst (1925–2011), Fußballfunktionär

- Verleihung am 3. Oktober 1999:
  - Bruno Aßhoff, Künstler, keramisches Schaffen
  - Richard Erny, Kulturdezernent der Stadt Bochum
  - Ruth Fricke-Matzdorf, Bürgerbegehren um Stadtbad Erhalt
  - Friedrich Gräsel (1927–2013), Bildhauer
  - Waltraud Jachnow, Partnerschaft Bochum-Donezk, Unterstützung Kinderklinik Donezk
  - Clemens Kreuzer, Kulturpolitiker
  - Hartmut Maue, Kulturpolitiker
  - Otto Mulder, Politiker
  - Johann Philipps, Handwerkunternehmer, Politiker
  - Werner Pobst, Musikschulerziehung
  - Ulrich Suerbaum (1926–2022), Anglist, Einsatz für die Shakespeare-Gesellschaft
  - Aleksandr Tschumak, Oberbürgermeister von Donezk, zweiter ausgezeichneter Ausländer
  - Harald Vogelsang, Förderer Eisenbahnmuseum Bochum

- Verleihung am 21. Dezember 2004:
  - Werner Altegoer (1935–2013), Fußballfunktionär, Aufsichtsratsvorsitzender des VfL Bochum
  - Lily Anggreny (* 1960), Behindertensportlerin
  - Sabine Braun (* 1965), Sportlerin, Olympiateilnehmerin
  - Ludger Hinse (* 1948), Gewerkschaftsfunktionär
  - Hugo Ernst Käufer (1927–2014), Schriftsteller, Vorsitzender der Liselotte-und-Walter-Rauner-Stiftung

- Verleihung am 3. Oktober 2009:
  - Norbert H. Brockmeyer (* 1952), Mediziner
  - Jochen Borchert (* 1940), Politiker
  - Annette Dabs (* 1961), Bühnenregisseurin, Leitung des Deutsche Forum für Figurentheater und Puppenspielkunst (dfp) und Internationale Figurentheater-Festival Fidena (Figurentheater der Nationen).

- Verleihung am 16. September 2021:
  - Dietmar Bär (* 1961), Schauspieler
  - Birgit Fischer (* 1953), Politikerin
  - Norbert Lammert (* 1948), Politiker (CDU), ehemaliger Präsident des Bundestages
  - Petra Landers (* 1962), Fußballspielerin, Mitglied der Nationalmannschaft
  - Christof Paar (* 1963), Kryptograf, Direktor am Max-Planck-Institut für Sicherheit und Privatsphäre in Bochum
  - Barbara Wollrath-Kramer (* 1952), Schauspielerin, Initiatorin des Projekts Theater Total in Bochum